# ГЕС Kamchay
ГЕС Kamchay – гідроелектростанція на півдні Камбоджі. Використовує ресурс із річки Praek Tuek Chhu, яка дренує східний схил гір Дамрей та впадає до Сіамської затоки у місті Кампот. 
В межах проекту річку перекрили греблею із ущільненого котком бетону висотою 114 метрів, довжиною 568 метрів та товщиною по гребеню 6 метрів. Вона утворила водосховище з площею поверхні 20 км2 та об’ємом 718 млн м3, в якому припустиме коливання рівня поверхні у операційному режимі між позначками 130 та 152 метри НРМ. Зі сховища ресурс подається до машинного залу через прокладений у правобережному гірському масиві дериваційний тунель довжиною біля 1,5 км. 
Основне обладнання станції становлять три турбіни типу Френсіс потужністю по 60 МВт, які при напорі у 122 метри забезпечують виробництво 0,5 млрд кВт-год електроенергії на рік.
Нижче по течії звели невелику греблю, котра регулює відпуск відпрацьованої у основному залі води. При ній працює ще один машинний зал потужністю 10,1 МВт. Крім того, для підтримки природної течії річки частину води випускають біля греблі через інший допоміжний машинний зал потужністю 0,8 МВт.